# Petrolul Ploiești
FC Petrolul Ploiești ist ein rumänischer Fußballverein aus Ploiești. Er spielt seit 2022 in der Liga I, der ersten rumänischen Fußballliga. Der Verein wurde dreimal Landesmeister und dreimal Pokalsieger.

## Geschichte
Petrolul Ploiești wurde gegründet, als die Mannschaft von Flacăra Bukarest (unter dem Namen Juventus Bukarest, rumänischer Meister im Jahr 1930) von Bukarest nach Ploiești umzog. Sie spielte zunächst unter dem Namen Flacăra Ploiești und stieg noch im Gründungsjahr aus der Divizia A ab.
Nach dem sofortigen Wiederaufstieg entwickelte sich Flacăra (1956 in Energia Ploiești umbenannt und ab 1957 unter dem Namen Petrolul Ploiești spielend) in Rumänien zu einer Spitzenmannschaft. Höhepunkte in dieser Phase waren die Meisterschaften 1958, 1959 und 1966 sowie der Pokalsieg 1963. International erreichte Petrolul das Viertelfinale des Messepokals in der Saison 1962/63, während die Teilnahmen am Europapokal der Landesmeister jeweils in der ersten Runde beendet waren.
Nach dem dritten Titelgewinn 1966 war die Glanzzeit des Vereins vorbei. Nach mehreren Jahren im Abstiegskampf stieg Petrolul am Ende der Saison 1974/75 als Tabellenletzter in die Divizia B ab. In den 1970er- und 1980er-Jahren entwickelte sich Petrolul zur Fahrstuhlmannschaft und konnte nie über längere Zeit die Klasse halten.
Erst zu Beginn der 1990er-Jahre konnte Petrolul wieder an frühere Erfolge anknüpfen. Nach dem Aufstieg 1989 zog die Mannschaft im darauffolgenden Jahr erstmals in den UEFA-Pokal ein. Nachdem der Verein sich 1992/93 kurzzeitig FC Ploiești genannt hatte, gelang 1995 mit dem Pokalsieg gegen Rapid Bukarest der vorletzte Erfolg. Im Europapokal der Pokalsieger schied Petrolul aber schon in der ersten Runde gegen den späteren Finalisten SK Rapid Wien aus.
Nach dem Abstieg aus der Divizia A am Ende der Saison 2001/02 fusionierte Petrolul im Jahr 2003 mit dem Lokalrivalen Astra Ploiești zu Petrolul Astra Ploiești, änderte den Namen aber schon kurz darauf wieder in Petrolul Ploiești. Durch die Fusion kehrte Petrolul wieder in die Divizia A zurück, stieg aber 2004 unter Trainer Florin Marin, der im Juli 2004 durch Virgil Dridea ersetzt wurde, wieder in die Divizia B ab. Dort belegte der Klub in den folgenden sechs Spielzeiten viermal den dritten und zweimal den vierten Platz in der jeweiligen Staffel. Nachdem Eusebiu Tudor im April 2009 entlassen worden war, wurde im Juni 2009 Valeriu Răchită neuer Trainer der Mannschaft. Mit ihm gelang 2011 der Wiederaufstieg in die Liga 1, er wurde jedoch am 28. März 2012 durch Gheorghe Mulțescu ersetzt, als sich der Klub nach 23 Spieltagen auf einem Abstiegsplatz befand.
In der Saison 2006/07 trug Petrolul seine Heimspiele aufgrund des Umbaus des Ilie-Oană-Stadions im 50 km entfernten Mogoșoaia aus.
2013 wurde unter Trainer Cosmin Contra zum dritten Mal der Pokal gewonnen. Contra verließ den Verein am 10. März 2014, um einen Vertrag beim spanischen Erstligisten FC Getafe zu unterschreiben. Am Tag darauf wurde Răzvan Lucescu als neuer Trainer vorgestellt.
Am 17. September 2014 wurde Gheorghe Mulțescu neuer Trainer.
2016 meldete der Verein Insolvenz an und löste sich auf. Im selben Jahr wurde Petrolul wiedergegründet. Sie fingen in der Liga IV, der vierthöchsten Liga in Rumänien, wieder an. Mittlerweile wurden sie auch von der rumänischen Vertretung von der französischen Firma Veolia Environnement gekauft. Veolia besitzt einen Teil des Vereins.

## Erfolge
- Rumänischer Meister: 1958, 1959, 1966
- Rumänischer Pokalsieger: 1963, 1995, 2013
- Viertelfinale im Messepokal: 1963

## Kader der Saison 2024/25
Stand: 11. September 2024
| Nr. |                    | Position | Name               |
| --- | ------------------ | -------- | ------------------ |
| 1   | Rumänien           | TW       | Raul Bălbărău      |
| 2   | Portugal           | AB       | Marian Huja        |
| 3   | Rumänien           | AB       | Alexandru Stănică  |
| 4   | Rumänien           | AB       | Paul Papp          |
| 5   | Rumänien           | AB       | Valentin Țicu      |
| 6   | Finnland           | MF       | Tommi Jyry         |
| 7   | Rumänien           | ST       | Gheorghe Grozav    |
| 8   | Rumänien           | MF       | Alexandru Mateiu   |
| 10  | Rumänien           | MF       | Mario Bratu        |
| 12  | Rumänien           | TW       | Mihai Eșanu        |
| 14  | Vereinigte Staaten | ST       | Nana Akosah-Bempah |
| 15  | Norwegen           | AB       | Hasan Jahić        |
| 17  | Rumänien           | ST       | Mihnea Rădulescu   |
| 19  | Rumänien           | ST       | Alexandru Tudorie  |
| 20  | Rumänien           | MF       | Sergiu Hanca       |
| 21  | Rumänien           | MF       | David Paraschiv    |

| Nr. |                | Position | Name                |
| --- | -------------- | -------- | ------------------- |
| 22  | Rumänien       | AB       | Denis Radu          |
| 23  | Frankreich     | MF       | Tidiane Keita       |
| 24  | Portugal       | AB       | Ricardinho          |
| 27  | Brasilien      | MF       | Fabrício Baiano     |
| 30  | Rumänien       | MF       | Ioan Tolea          |
| 33  | Rumänien       | MF       | Victor Stancovici   |
| 36  | Rumänien       | ST       | Alin Boțogan        |
| 38  | Tschechien     | TW       | Lukáš Zima          |
| 44  | Rumänien       | MF       | Lucian Dumitriu     |
| 71  | Rumänien       | ST       | David Ilie          |
| 82  | Elfenbeinküste | MF       | Ismaël Diomandé     |
| 90  | Rumänien       | ST       | Iustin Răducan      |
| 97  | Rumänien       | MF       | Augustin Dumitrache |
| 99  | Rumänien       | ST       | Raul Bucur          |
|     | Nigeria        | ST       | Christian Irobiso   |
|     | Kongo Republik | ST       | Herman Moussaki     |

## Spieler
- Mircea Dridea (1956–1971)
- Ion Neacșu (1954–1962)
- Mihai Ionescu (1960–1973)
- Bujorel Mocanu (1983–1991, 1991–1992, 1992–1994)
- Adrian Ursea (1986–1991)
- Valeriu Răchită (1990–1996, 2005–2006)
- Ștefan Preda (1993–1997)
- Constantin Budescu (2005–2010)
- Jeremy Bokila (2012–2013)
- Juan Ángel Albín (2013–2014)
- Filipe Teixeira (2013–2015)
- Albin Berisha (2024)

## Ehemalige Trainer
- Florin Marin (bis Sommer 2004)
- Virgil Dridea (Juli 2004 bis)
- Octavian Grigore (Mai 2007 bis Sommer 2008)
- Eusebiu Tudor (2008 bis April 2009)
- Valeriu Răchită (Juni 2009 bis 28. März 2012)
- Gheorghe Mulțescu (28. März 2012 bis Mai 2012)
- Mircea Rednic (Mai 2012 bis Oktober 2012)
- Cosmin Contra (Oktober 2012 bis 10. März 2014)
- Răzvan Lucescu (seit 11. März 2014 bis 16. September 2014)
- Gheorghe Mulțescu (17. September 2014 bis 8. Januar 2015)
- Mircea Rednic (seit 10. Januar bis Mai 2015)
- Valentin Sinescu (Mai 2015)
- Tibor Selymes (Juli bis September 2015)
- Eusebiu Tudor (September bis Dezember 2015)
- Mihai Stoichiță (Dezember 2015)
- Constantin Schumacher (Januar bis März 2016)
- Ionel Gane (seit März 2016 bis Sommer 2016)
- Octavian Grigore (Juli 2016 bis November 2017)
- Romulus Ciobanu (seit November 2017)